# Arleux-en-Gohelle
Arleux-en-Gohelle település Franciaországban, Pas-de-Calais megyében. Lakosainak száma 933 fő (2022. január 1.). Arleux-en-Gohelle Acheville, Méricourt, Oppy, Vimy, Willerval, Bailleul-Sir-Berthoult és Fresnoy-en-Gohelle községekkel határos.

## Története
A falut először 1119-ben említik Haluth néven. Arleux-en-Gohelle az első világháborúban teljesen elpusztult. 
Az arras-i csata során 1917. május 28-án a brit és kanadai csapatok elfoglalták Arleux-t.
A falut a háború után teljesen újjáépítették.

## Népesség
A település népességének változása:
| Lakosok száma | 835  | 839  | 858  | 856  | 858  | 862  | 886  | 909  | 933  |
|               | 2013 | 2015 | 2016 | 2017 | 2018 | 2019 | 2020 | 2021 | 2022 |

## Képek

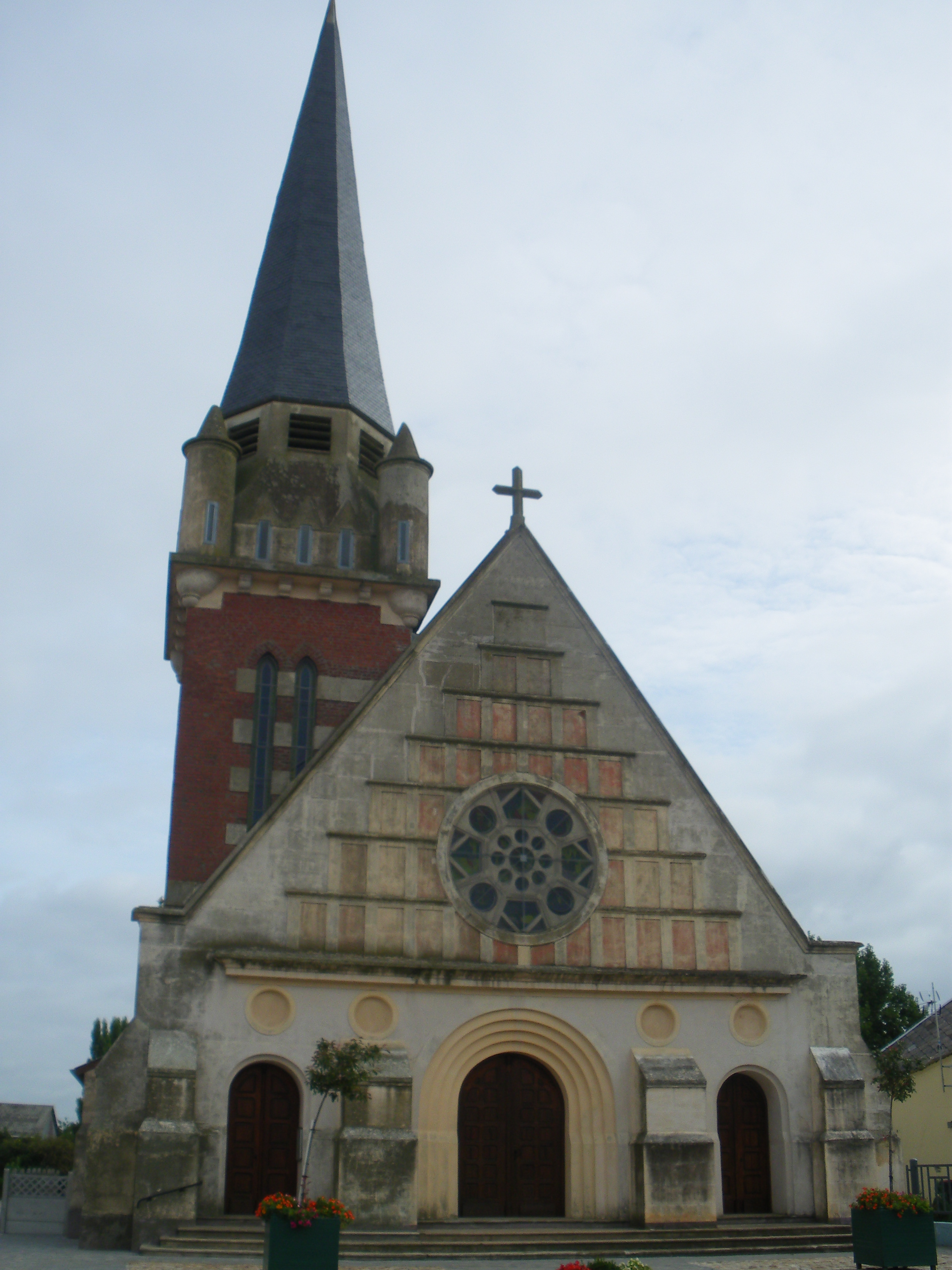
L'église Saint-Martin.
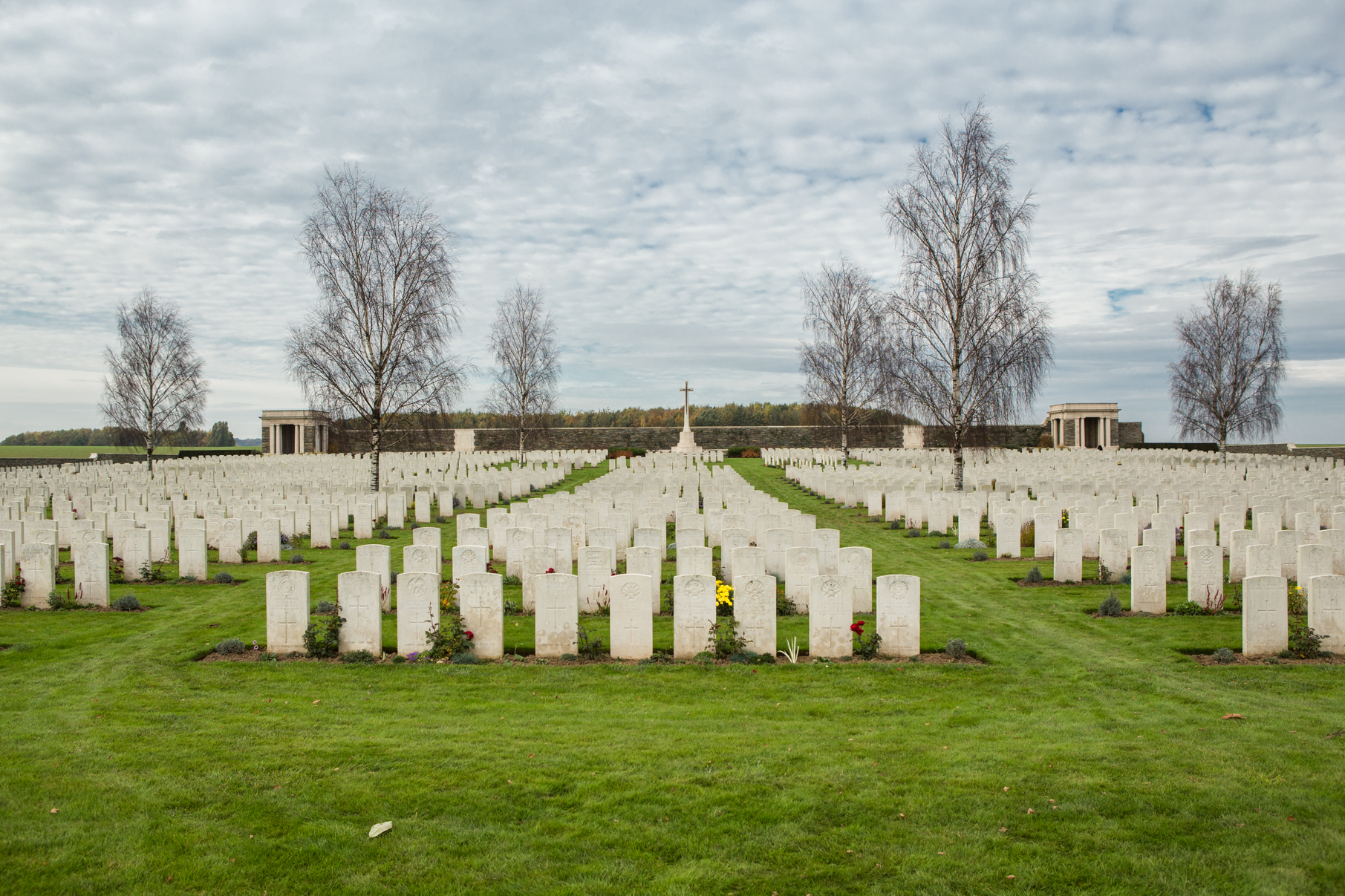
A katonai temető
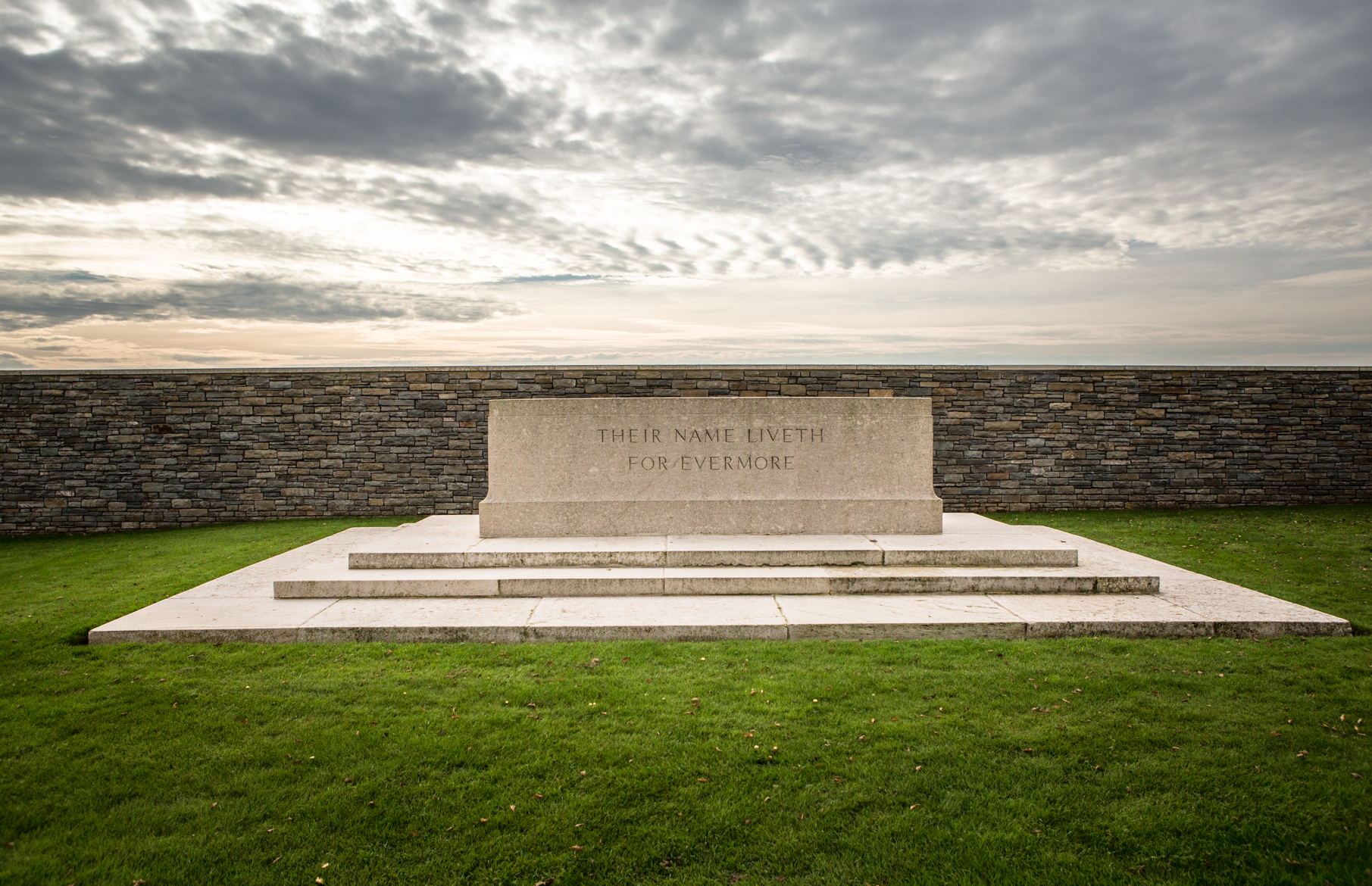
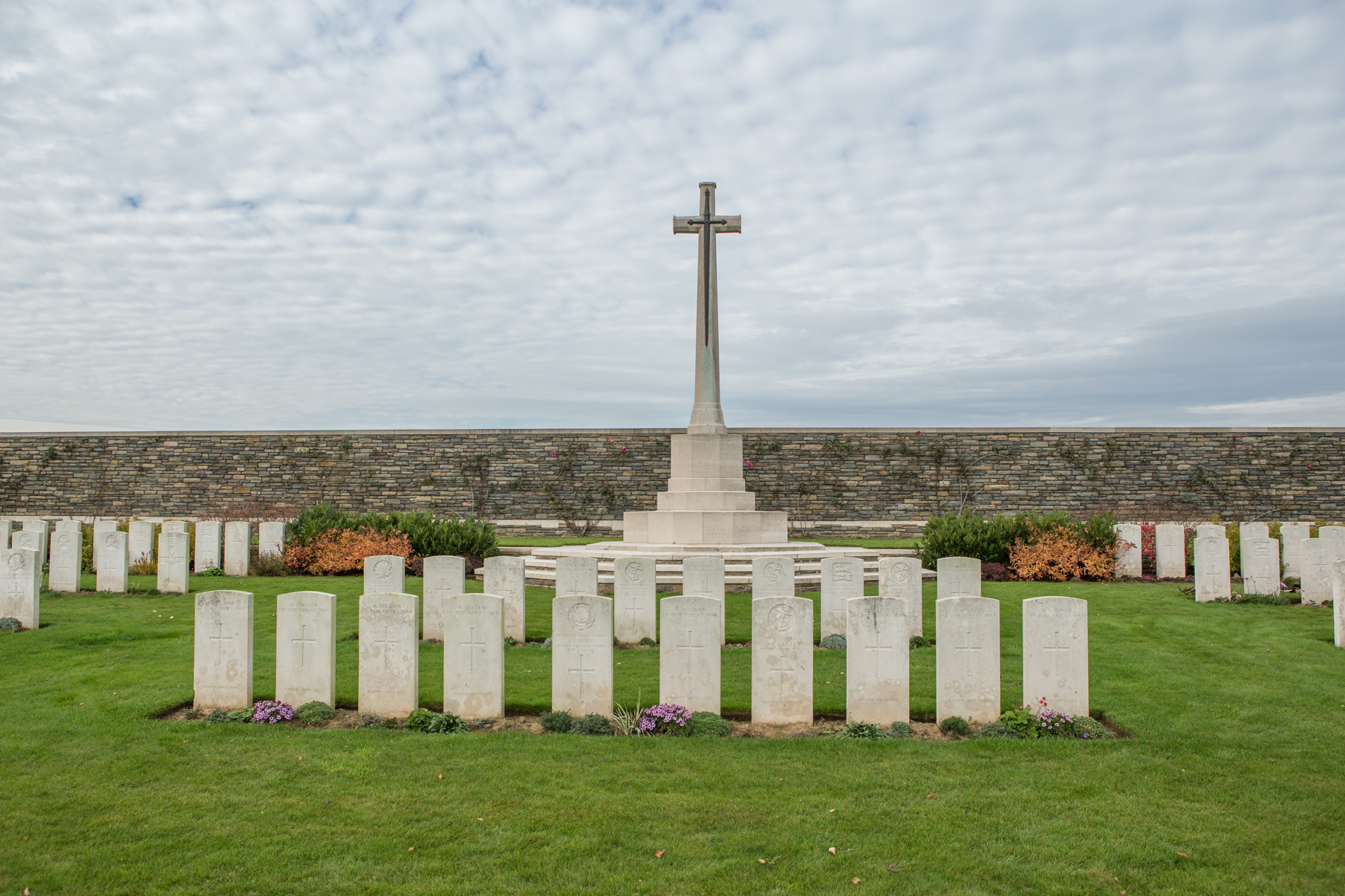